# Tu es Petrus (Scarlatti)

Tu es Petrus (R.530.64) est une antiphonie à huit voix (deux chœurs) et basse continue du compositeur italien Alessandro Scarlatti, sur le célèbre passage du chapitre 16 de l'évangile selon Matthieu. La partition, composée vers 1707, comprend 133 mesures et dure environ 20 minutes.
Il s'agit d'un motet sacré parmi les plus diffusés et édités du compositeur. Scarlatti écrit l'œuvre sans doute pour Saint-Pierre de Rome, où elle a vraisemblablement été chantée lors de la fête du saint aux premières vêpres, le 29 juin.
Anton Friedrich Justus Thibaut, dans Über Reinheit der Tonkunst (Heidelberg, 1826) a faussement  affirmé que la pièce de Scarlatti avait été donnée à la Cathédrale Notre-Dame de Paris, par trente chanteurs de la chapelle Sixtine venus de Rome, à l'occasion du Sacre de Napoléon Ier par le Pape Pie VII en 1804. En fait, il s'agissait d'une version du motet par Jean-François Lesueur, dont la partition subsiste.

## Manuscrits
Parmi les 45 manuscrits conservés, les principaux sont :
- B-Br, DW 27. 870 (seconde moitié du XVIIIe siècle)
- CH-E, 296,16 (début XIXe siècle)[5]
- D-Po, Scarlatti 1 (1760)
- D-MÜp, Hs. 3889 (seconde moitié du XVIIIe siècle) (RISM 451023197)
- D-B, Mus. ms. 19629/3 (début du XIXe siècle)
- GB-Lbl, Add. 14166 (début XIXe siècle)
- GB-Lbl, Egerton MS. 2459 (début XIXe siècle)
- I-Nc, MR. 3149 (seconde moitié du XVIIIe siècle)

## Éditions modernes
- Tu es Petrus, éd. F. Commer, Berlin, Bote & Bock, 1843 — avec une messe à 4 voix
- Tu es Petrus, éd. de Giuseppe Piccioli, Curci, Milan 1960